# Sukaraja Tiga
Sukaraja Tiga is een bestuurslaag in het regentschap Lampung Timur van de provincie Lampung, Indonesië. Sukaraja Tiga telt 4787 inwoners (volkstelling 2010).